# 작은귀나무쥐
작은귀나무쥐(Pithecheirops otion)는 쥐과에 속하는 설치류의 일종이다. 작은귀나무쥐속(Pithecheirops)의 유일종이다. 보르네오섬에서 발견된다. 근연종은 원숭이발쥐속(Pithecheir) 종이며, 속명은 원숭이발쥐속의 학명 "피데케이르"(Pithecheir)와 "닮다"(resembling)라는 의미의 "옵스"(ops)의 합성어에서 유래했다. 보르네오섬 북부 사바 주의 해발 약 150m 다눔 계곡에서 포획한 표본이 알려져 있는 유일한 표본이다.